# Hypoleria quadrona
Hypoleria quadrona är en fjärilsart som beskrevs av Richard Haensch 1909. Hypoleria quadrona ingår i släktet Hypoleria och familjen praktfjärilar. Inga underarter finns listade i Catalogue of Life.